# Frederickson Patents Company
Frederickson Patents Company war ein US-amerikanischer Hersteller von Automobilen und Motoren.

## Unternehmensgeschichte
Clayton E. Frederickson gründete 1913 das Unternehmen in Chicago in Illinois. 1913 oder 1914 begann er mit der Produktion von Motoren. 1914 kamen Automobile dazu. Der Markenname lautete Frederickson. Im Januar 1914 berichtete eine Automobilzeitschrift über das Fahrzeugmodell. Im gleichen Jahr endete die Produktion.
Frederickson war 15 Jahre später am Bau des Littlemac durch die Thompson Motor Corporation beteiligt.

## Produkte
Der Motor war ein Zweitaktmotor.
Das einzige Modell wird als Cyclecar bezeichnet, obwohl es die Kriterien nicht erfüllte. Es hatte einen selbst hergestellten Zweizylindermotor. 85,725 mm Bohrung und 101,6 mm Hub ergaben 1173 cm³ Hubraum. Die Motorleistung von 15 PS wurde über ein Friktionsgetriebe und Riemen an die Hinterachse übertragen. Das Fahrgestell hatte 244 cm Radstand. Die offene Karosserie hatte zwei Sitze, die wahlweise hintereinander oder leicht versetzt nebeneinander angeordnet waren. Das Leergewicht war mit 295 kg angegeben und die Höchstgeschwindigkeit mit 88 km/h.